# Krzysztof Szczytt-Niemirowicz
Krzysztof Szczytt-Niemirowicz (Niemirowicz-Szczytt) (ur. 29 listopada 1893 w majątku Kożangródek, zm. 1940 w Łunińcu) – ziemianin, kapitan WP, działacz społeczny i samorządowy, poseł na Sejm V kadencji w latach 1938–1939. Ofiara zbrodni katyńskiej.

## Młodość i działalność niepodległościowa

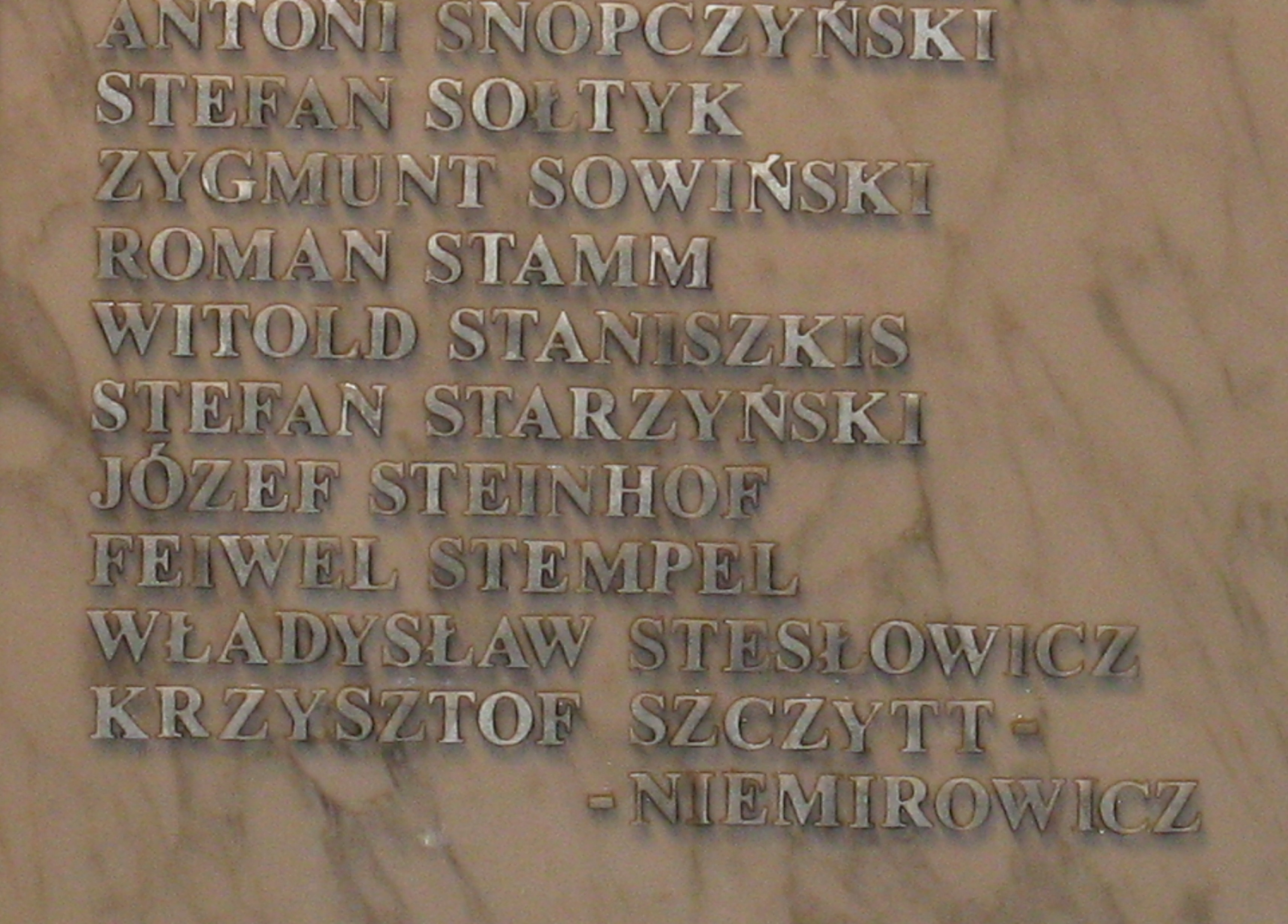
Fragment tablicy pamiątkowej znajdującej się w gmachu Sejmu RP upamiętniającej posłów, którzy oddali życie za Polskę w czasie drugiej wojny światowej

Urodził się 29 listopada 1893 w majątku rodzinnym Kożangródek (pow. piński). Syn Iścisława Niemirowicza-Szczytta i Aleksandry z Mogilnickich – córki Michała i Klementyny z Ursyn Niemcewiczów (wnuczki Kajetana - brata poety Juliana Ursyn Niemcewicza). Prawnuk Józefa Niemirowicza-Szczytta. Starszy brat Kazimierza Niemirowicza-Szczytta.
Uczeń gimnazjum w Brześciu Litewskim. W 1911 rozpoczął studia matematyczno-przyrodnicze na Wydziale Przyrodniczym Uniwersytetu Petersburskiego. Od 1913 w organizacji konspiracyjnej Związek Młodzieży Postępowo-Niepodległościowej, a od 1914 w Centralnym Komitecie Młodzieży Polskiej. W 1915 został wybrany do zarządu Kuchni Studenckiej w Petersburgu. Po skończeniu studiów, w 1917, rozpoczął naukę w Konstantynowskiej Szkole Artyleryjskiej. Po wybuchu rewolucji bolszewickiej wstępuje do Naczelnego Polskiego Komitetu Wojskowego – Naczpolu. Aresztowany i krótko więziony. W maju 1918 przedostaje się najpierw do majątku rodzinnego Kożangródek, a w październiku 1918 do Warszawy, gdzie bierze udział w rozbrajaniu Niemców.

## Służba w Wojsku Polskim
11 listopada 1918 wstąpił do WP. Uczestniczył w walkach pod Lwowem (4 bateria 7 pap). W czerwcu 1919 przydzielony do dowództwa II dyonu 2 pułku artylerii polowej Legionów jako pomocnik doradcy tech., pomocnik instruktora i tłumacz (od 3 listopada 1919), i adiutant (od 9 stycznia 1920). 7 sierpnia 1919 mianowany podporucznikiem. W wojnie polsko-bolszewickiej walczył nad Berezyną i pod Borysowem. 10 grudnia 1919 przeniesiony jako adiutant sztabowy do dowództwa 2. Brygady Artylerii Legionów, a 10 stycznia 1921 jako tłumacz do Centrum Wyszkolenia Artylerii 2 Armii w Różanymstoku. Od 1 września 1921 młodszy oficer, a od 10 października do 1 listopada t.r. oficer sztabowy w 9. baterii III dyonu 2 pap Legionów. 15 lutego 1922 przeniesiony do rezerwy w stopniu porucznika ze starszeństwem z dniem 1 czerwca 1919.

## Życie ziemiańskie i działalność publiczna
W 1924 odziedziczył po stryju Kazimierzu Niemirowiczu-Szczytcie majątek Dworzec. W latach 1926–1931 członek wydziału powiatowego w Łunińcu. Od 1933 inspektor w Ministerstwie Rolnictwa i Reform Rolnych. W latach 1934–1937 naczelnik Wydziału Produkcji Roślinnej i zastępca Dyrektora Izby Rolniczej w Wilnie. Działacz Kresowego Związku Ziemian. Członek Towarzystwa Kredytowego Ziemskiego.
W wyborach do Sejmu w 1938 otrzymał mandat z listy Obozu Zjednoczenia Narodowego w okręgu 55 (powiaty piński, łuniniecki, stoliński). Był sekretarzem Sejmowej Komisji Spraw Zagranicznych.
Krzysztof Szczytt-Niemirowicz nie założył rodziny.

## Aresztowanie i śmierć
Po zajęciu przez wojska sowieckie wschodnich terenów Rzeczypospolitej w 1939 aresztowany przez NKWD w swoim majątku Dworzec. Poddany śledztwu w więzieniu NKWD w Łunińcu, gdzie zmarł w 1940. Według innej wersji został wywieziony do Mińska. Miejsce pochowania nie jest znane.

## Ordery i odznaczenia
- Krzyż Walecznych (dwukrotnie)
- Złoty Krzyż Zasługi (14 maja 1929)[2]
- Odznaka Honorowa „Orlęta”

## Upamiętnienie
Krzysztof Szczytt-Niemirowicz widnieje na tablicy pamiątkowej w gmachu Sejmu RP upamiętniającej posłów, którzy oddali życie za Polskę w czasie drugiej wojny światowej.